# Amstel Gold Race 2017
De 52e editie van de wielerwedstrijd Amstel Gold Race werd verreden op zondag 16 april 2017. De wedstrijd maakt deel uit van de UCI World Tour 2017 en de UCI Women's World Tour 2017. Titelverdediger bij de mannen was Enrico Gasparotto, de laatste winnaar bij de vrouwen was Nicole Cooke (2003). De vrouwenwedstrijd werd door Anna van der Breggen gewonnen, de mannenwedstrijd door Philippe Gilbert, die de race al drie keer eerder won.
Voor deze editie is besloten een nieuwe finale te introduceren. De finalelus gaat nu niet meer door Valkenburg en over de Cauberg, maar steekt binnendoor om in Berg en Terblijt te finishen, dezelfde finishlocatie. Hierdoor ligt de laatste berg (Bemelerberg) niet op 1,8 km, maar op 7,4 km van de finish. De organisatie hoopte dat hierdoor de koers minder "op slot" zou zitten in de finale.
Dit jaar was er voor het eerst sinds 2003 op dezelfde dag ook een vrouwenwedstrijd. Zij rijden 122 km over 17 heuvels. De vrouwen rijden wel de traditionele finale, met de Cauberg als laatste heuvel.

## Mannen

### Parcours
Het parcours start in Maastricht en bestaat uit drie verschillende ronden door het Limburgse Heuvelland, gevolgde door een korte omloop door Berg en Terblijt en Bemelen. Onderweg worden er 35 hellingen beklommen. In deze editie zijn heuvel 8 (Mescherberg (Heiweg)) en heuvel 9 (Kalleberg) nieuw in vergelijking met eerdere edities.
| 1 Slingerberg 2 Adsteeg 3 Lange Raarberg 4 Bergseweg 5 Sibbergrubbe 6 Cauberg 7 Geulhemmerberg 8 Mescherberg (Heiweg) 9 Kalleberg 10 Wolfsberg 11 Loorberg 12 Schweiberg 13 Camerig 14 Drielandenpunt 15 Gemmenicherweg 16 Vijlenerbos 17 Eperheide 18 Gulperberg | 19 Plettenberg 20 Eyserweg 21 Huls 22 Vrakelberg 23 Sibbergrubbe (2e maal) 24 Cauberg (2e maal) 25 Geulhemmerberg (2e maal) 26 Bemelerberg 27 Loorberg (2e maal) 28 Gulperberg (2e maal) 29 Kruisberg 30 Eyserbosweg 31 Fromberg 32 Keutenberg 33 Cauberg (3e maal) 34 Geulhemmerberg (3e maal) 35 Bemelerberg (2e maal) |

### Deelnemende ploegen
| 18 UCI World Tour-ploegen | 18 UCI World Tour-ploegen | 18 UCI World Tour-ploegen | 6 wildcards                 |
| ------------------------- | ------------------------- | ------------------------- | --------------------------- |
| AG2R La Mondiale          | Dimension Data            | Orica-Scott               | Roompot-Nederlandse Loterij |
| Astana                    | FDJ                       | Quick-Step Floors         | Sport Vlaanderen-Baloise    |
| Bahrein-Merida PCT        | Katjoesja Alpecin         | Sky                       | Wanty-Groupe Gobert         |
| BMC Racing Team           | LottoNL-Jumbo             | Sunweb                    | Bardiani CSF                |
| BORA-hansgrohe            | Lotto Soudal              | Trek-Segafredo            | CCC Sprandi Polkowice       |
| Cannondale-Drapac         | Movistar                  | UAE Team Emirates         | Direct Énergie              |
|                           |                           |                           |                             |
|                           |                           |                           |                             |

### Koersverloop
Een vroege vlucht van twaalf renners met o.a. Nederlanders Lars Boom en Tim Ariesen en Belgen Stijn Vandenbergh, Pieter Vanspeybrouck en Kenneth Van Rooy werd na ongeveer 200 km ingelopen, al deed Fransman Fabien Grellier nog een poging weg te blijven, wat hem de prijs voor de strijdlust opleverde. Niet lang daarna, op de Kruisberg – met nog 39 kilometer te gaan – vielen Tiesj Benoot, Philippe Gilbert, Bert-Jan Lindeman en Sergio Henao aan, waar vlak daarna José Joaquín Rojas, Nathan Haas, Michael Albasini en Jon Izagirre aansloten. Michał Kwiatkowski kon op de Keutenberg – zo'n 29 kilometer van de finish – de oversteek maken naar de kopgroep, waar Tiesj Benoot en Bert-Jan Lindeman al waren afgevallen.
Deze kopgroep van zeven bleef bij elkaar tot aan de Bemelerberg, de laatste klim op ongeveer 6 km van de finish. Daar vielen Kwiatkowski en Gilbert aan, waar de overige vijf moesten afhaken. Gilbert was de sterkste in de sprint met Kwiatkowski en wint zijn vierde Amstel Gold Race. Na afloop bleek dat winnaar Gilbert bij een valpartij tijdens de wedstrijd een gekneusde nier had opgelopen. Hierdoor zou hij niet aan de start van de overige voorjaarsklassiekers en de Ronde van Italië 2017 verschijnen.

### Uitslag
| Plaats  | Naam                | Ploeg                              |          |
| ------- | ------------------- | ---------------------------------- | -------- |
| Winnaar | Philippe Gilbert    | Quick-Step Floors                  | 6u33'55" |
| 2       | Michał Kwiatkowski  | Team Sky                           | z.t.     |
| 3       | Michael Albasini    | Orica-Scott                        | + 10"    |
| 4       | Nathan Haas         | Team Dimension Data                | z.t.     |
| 5       | José Joaquín Rojas  | Movistar Team                      | z.t.     |
| 6       | Sergio Henao        | Team Sky                           | z.t.     |
| 7       | Jon Izagirre        | Bahrain-Merida                     | + 14"    |
| 8       | Michael Gogl        | Trek-Segafredo                     | + 1'10"  |
| 9       | Sonny Colbrelli     | Bahrain-Merida                     | + 1'11"  |
| 10      | Michael Matthews    | Team Sunweb                        | z.t.     |
| 11      | Juan José Lobato    | Team LottoNL-Jumbo                 | z.t.     |
| 12      | Greg Van Avermaet   | BMC Racing Team                    | z.t.     |
| 13      | Oliver Naesen       | AG2R La Mondiale                   | z.t.     |
| 14      | Arthur Vichot       | FDJ                                | z.t.     |
| 15      | Tiesj Benoot        | Lotto Soudal                       | z.t.     |
| 16      | Kristian Sbaragli   | Team Dimension Data                | z.t.     |
| 17      | Jay McCarthy        | Bora-Hansgrohe                     | z.t.     |
| 18      | Daryl Impey         | Orica-Scott                        | z.t.     |
| 19      | Alejandro Valverde  | Movistar Team                      | z.t.     |
| 20      | Paul Martens        | Team LottoNL-Jumbo                 | z.t.     |
|         |                     |                                    |          |
| 21      | Sebastian Langeveld | Cannondale-Drapac Pro Cycling Team | z.t.     |

## Vrouwen

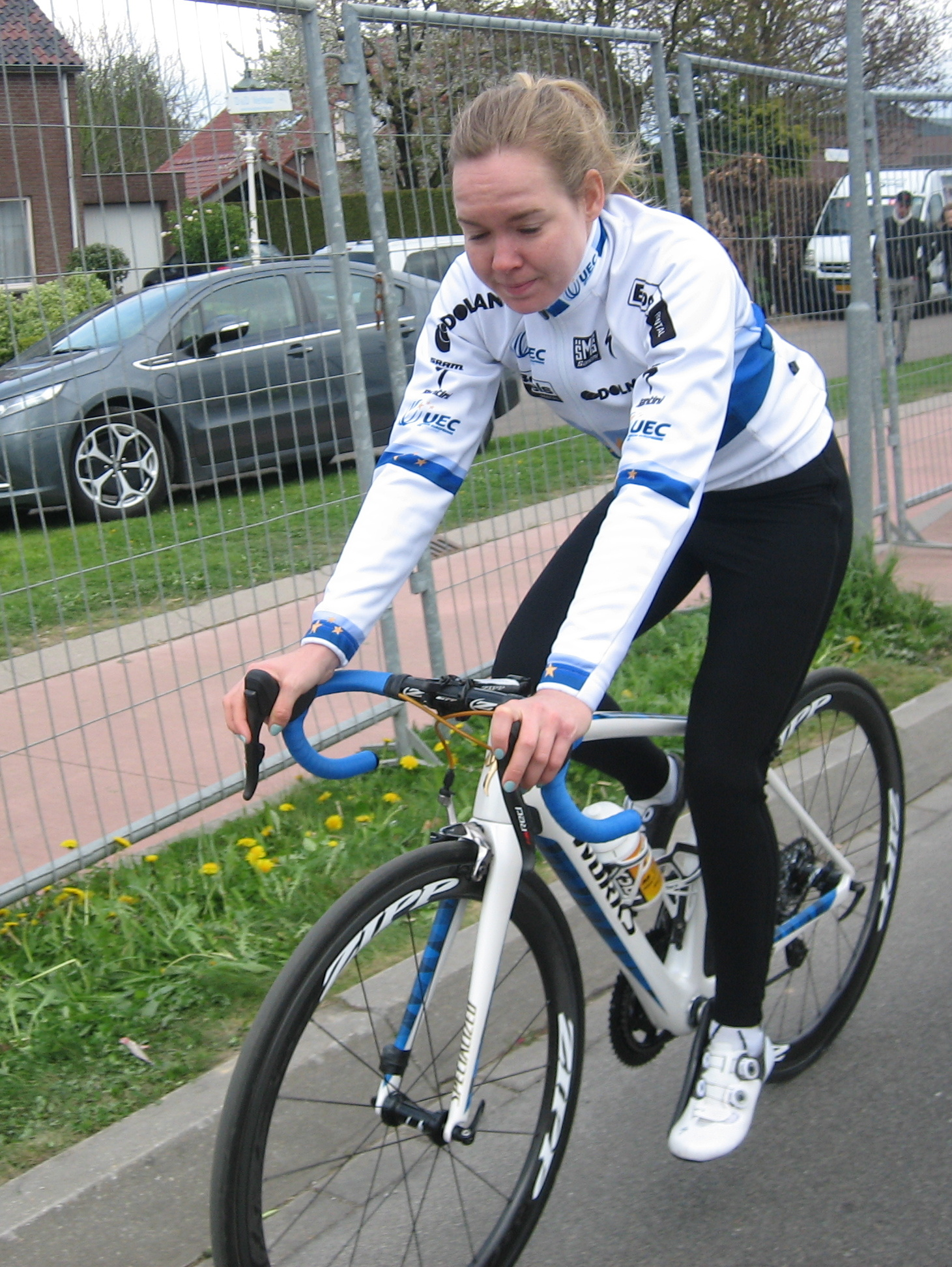
Winnares Anna van der Breggen.

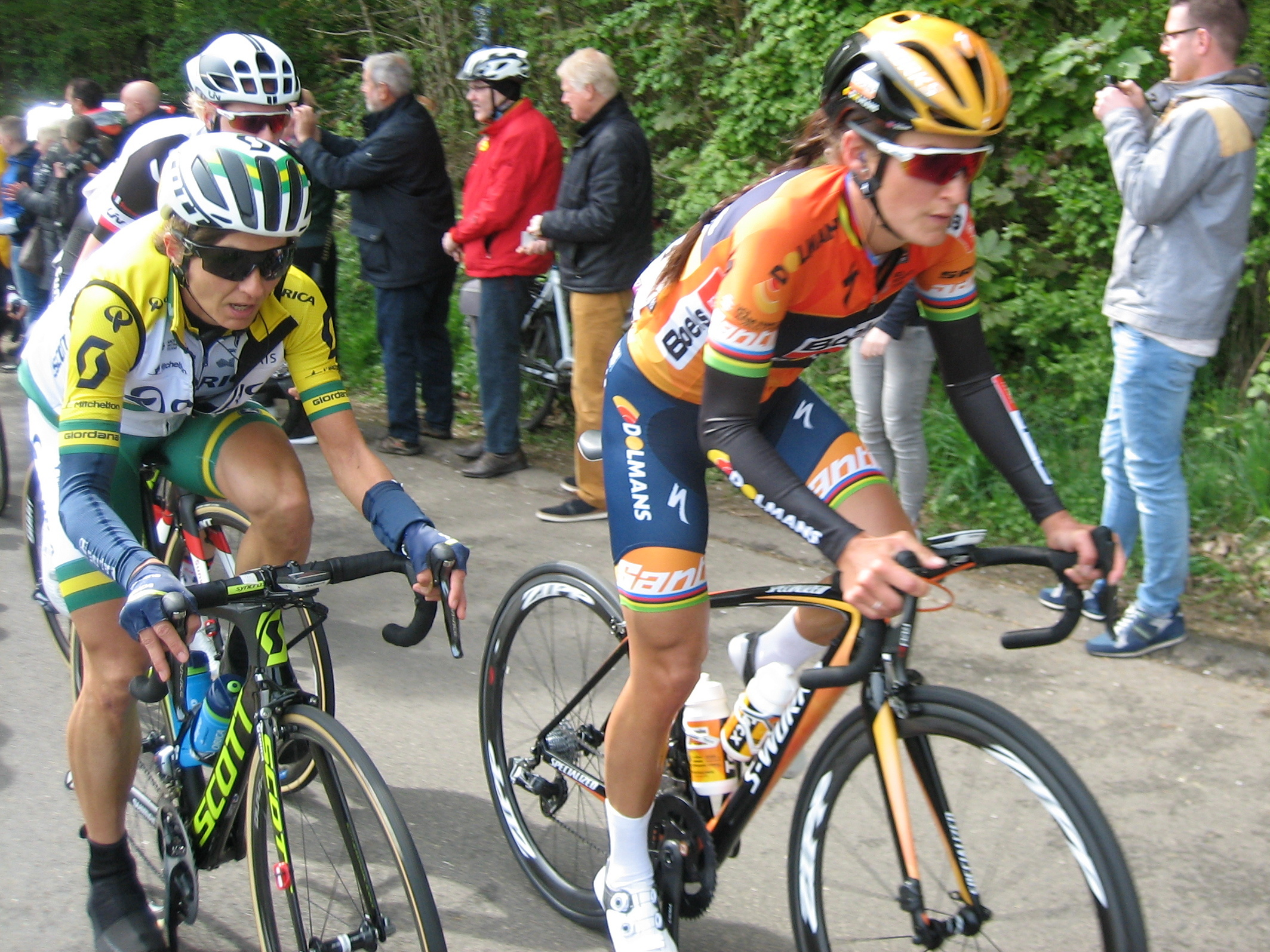
Lizzie Deignan op de Eyserbosweg.

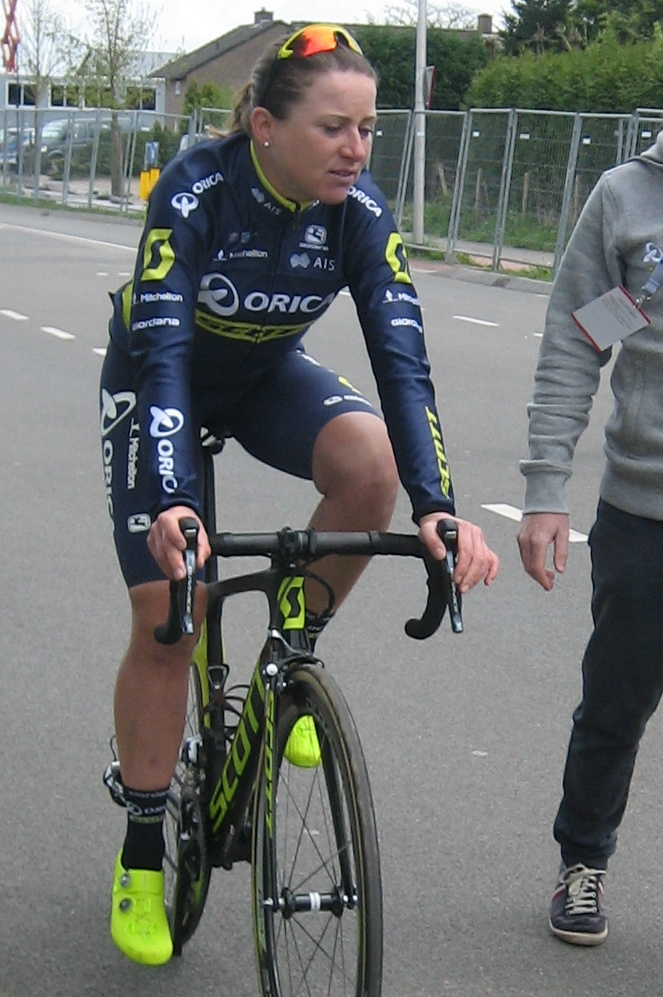
Van Vleuten hoorde pas na de podiumceremonie dat ze derde was.

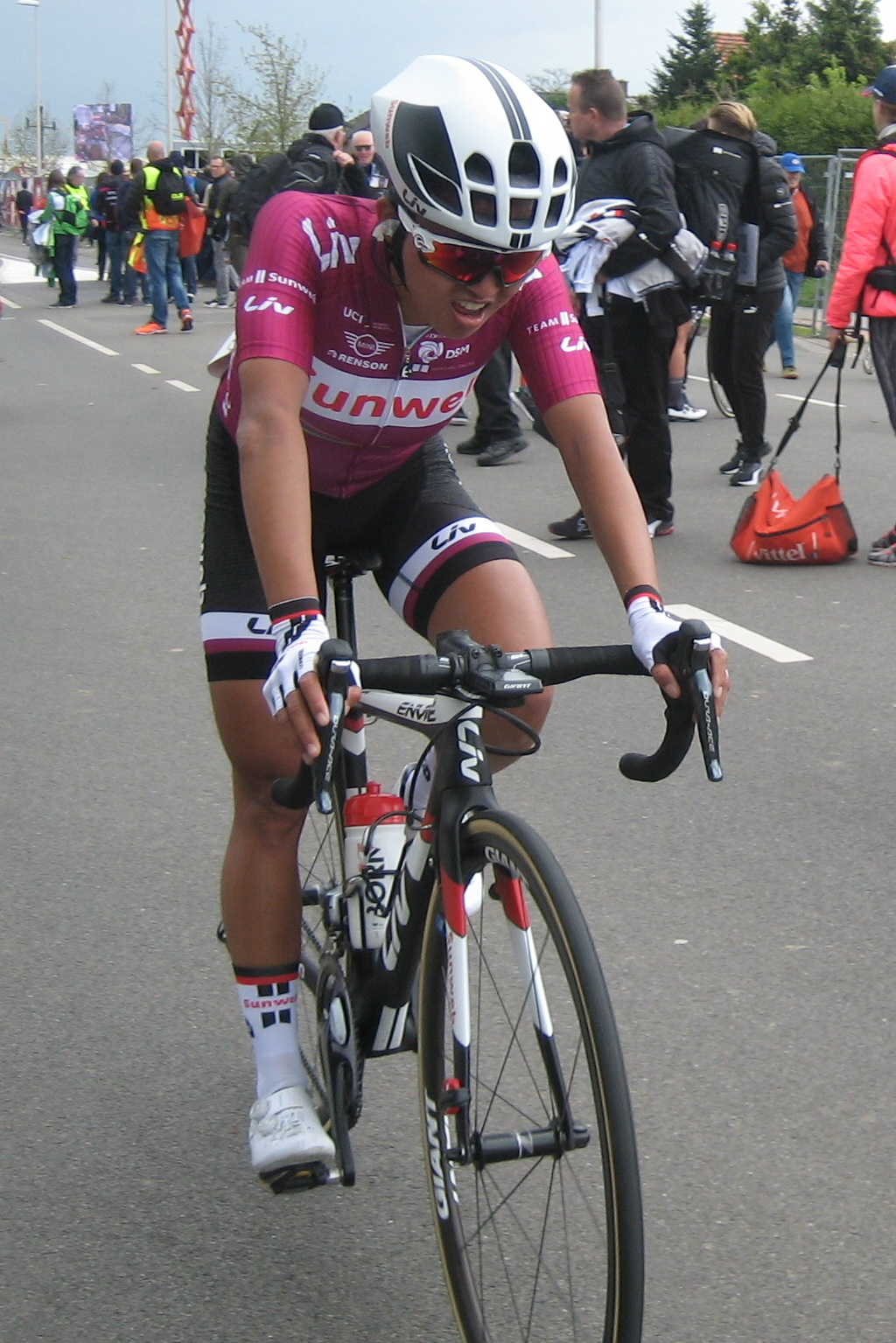
Rivera bleef leider in de World Tour.

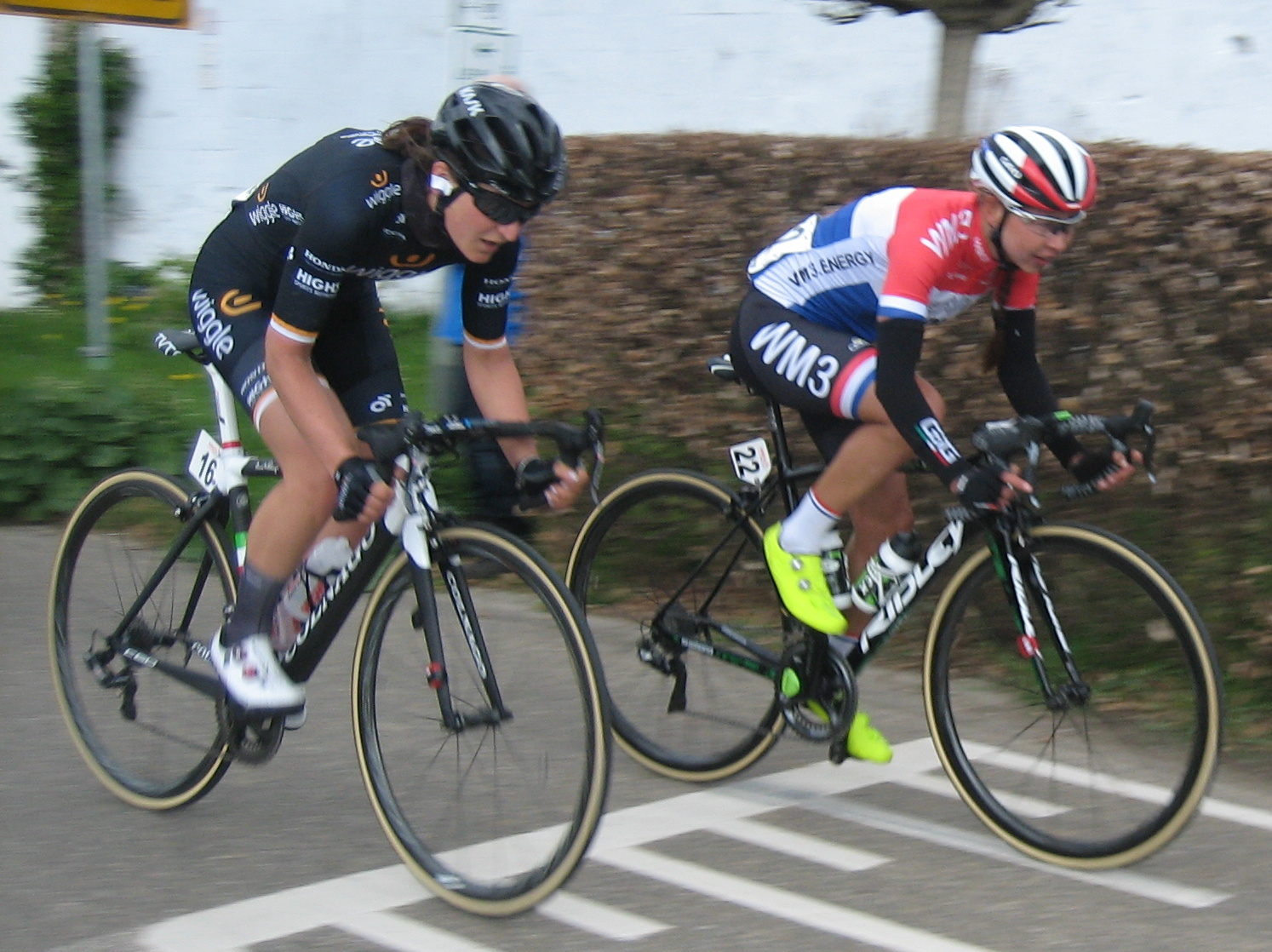
Aanval Longo Borghini en Koster.

### Parcours
Het parcours bestaat uit een grote ronde door het Limburgse Heuvelland en drie omlopen door Berg en Terblijt en Bemelen.

### Deelnemende ploegen
| UCI-teams                          | UCI-teams                   |
| ---------------------------------- | --------------------------- |
| Alé Cipollini                      | Lensworld-Kuota             |
| Astana Women's Team                | Lotto Soudal Ladies         |
| BePink                             | Orica-Scott                 |
| Boels Dolmans                      | Parkhotel Valkenburg-Destil |
| BTC City Ljubljana                 | Servetto Giusta             |
| Canyon-SRAM                        | Sport Vlaanderen-Guill D'or |
| Cervélo-Bigla                      | Team Sunweb                 |
| Cylance Pro Cycling                | Team VéloCONCEPT            |
| FDJ Nouvelle-Aquitaine Futuroscope | Wiggle High5                |
| Hitec Products                     | WM3 Pro Cycling             |
| Lares-Waowdeals                    |                             |

### Koersverloop
De vrouwen werden tegelijk met de mannen gepresenteerd op de markt in Maastricht. Zij begonnen 20 minuten na de mannen aan dezelfde eerste lus. Na deze lus van 66 km bestond het peloton nog uit slechts 35 rensters. Op de tweede (van in totaal vier) beklimming van de Cauberg reed een groep van acht met o.a. Chantal Blaak, Lizzie Deignan en Anna van der Breggen weg. Zij werden al snel gegrepen, waarna Amy Pieters demarreerde, gevolgd door Audrey Cordon, Roxane Knetemann en Tetjana Rjabtsjenko. Dit kwartet werd gegrepen op de derde (en voorlaatste) beklimming van de Cauberg, waarna Deignan, Elisa Longo Borghini en Katarzyna Niewiadoma aanvielen. Hun maximale voorsprong bedroeg 26 seconden, maar Ellen van Dijk bracht de achtervolgende groep van 15 rensters (met haar ploeggenote en World-Tourleidster Coryn Rivera) terug tot 10 seconden in Bemelen. Op de laatste beklimming van de Bemelerberg sprong Annemiek van Vleuten naar de kopgroep, met in haar wiel Van der Breggen en Rivera. Met nog 7 km te gaan, boven op het plateau begon Van der Breggen aan haar solo en bouwde deze uit (met afstopwerk van ploeggenote Deignan) tot 30 seconden onder aan de laatste keer Cauberg. Daar probeerde Niewiadoma tevergeefs de sprong naar voren te maken en moest Rivera de achtervolgers laten gaan. Van der Breggen kwam solo over de streep, bijna een minuut later werd Deignan tweede. Van Vleuten zag een streep op de weg aan voor de finishlijn en werd hierdoor gedeeld derde met Niewiadoma. Pieters won de sprint van de tweede groep van twaalf rensters.

### Uitslag
| Plaats  | Naam                                      | Ploeg                              | Tijd     |
| ------- | ----------------------------------------- | ---------------------------------- | -------- |
| Winnaar | Anna van der Breggen                      | Boels Dolmans                      | 3u15'57" |
| 2       | Elizabeth Deignan                         | Boels Dolmans                      | +55"     |
| 3       | Katarzyna Niewiadoma Annemiek van Vleuten | WM3 Orica-Scott                    | z.t.     |
| 5       | Elisa Longo Borghini                      | Wiggle High5                       | z.t.     |
| 6       | Coryn Rivera                              | Sunweb                             | +1'02"   |
| 7       | Amy Pieters                               | Boels Dolmans                      | +1'51"   |
| 8       | Pauline Ferrand-Prevot                    | Canyon-SRAM                        | z.t.     |
| 9       | Ashleigh Moolman-Pasio                    | Cervélo-Bigla                      | z.t.     |
| 10      | Ellen van Dijk                            | Sunweb                             | z.t.     |
| 11      | Chantal Blaak                             | Boels Dolmans                      | z.t.     |
| 12      | Audrey Cordon                             | Wiggle High5                       | z.t.     |
| 13      | Tetjana Rjabtsjenko                       | Lensworld-Kuota                    | z.t.     |
| 14      | Janneke Ensing                            | Alé Cipollini                      | z.t.     |
| 15      | Shara Gillow                              | FDJ Nouvelle-Aquitaine Futuroscope | z.t.     |
| 16      | Karol-Ann Canuel                          | Boels Dolmans                      | z.t.     |
| 17      | Flávia Oliveira                           | Lares-Waowdeals                    | z.t.     |
| 18      | Roxane Knetemann                          | FDJ Nouvelle-Aquitaine Futuroscope | z.t.     |
| 19      | Lisa Klein                                | Cervélo-Bigla                      | +3'36"   |
| 20      | Eva Buurman                               | Parkhotel Valkenburg-Destil        | z.t.     |
|         |                                           |                                    |          |
| 26      | Sofie De Vuyst                            | Lares-Waowdeals                    | z.t.     |